# La Cometa (Sant Esteve de la Sarga)
La Cometa és una petita coma enmig de la zona muntanyosa del Montsec d'Alzina, al sud del poble d'Alzina. La travessa el barranc de la Cometa. Pertany al terme municipal de Sant Esteve de la Sarga, del Pallars Jussà.